# Palais du tennis
Le palais du tennis (finnois : Tennispalatsi) est un bâtiment construit dans le quartier de Kamppi au centre d'Helsinki en Finlande. 

## Description

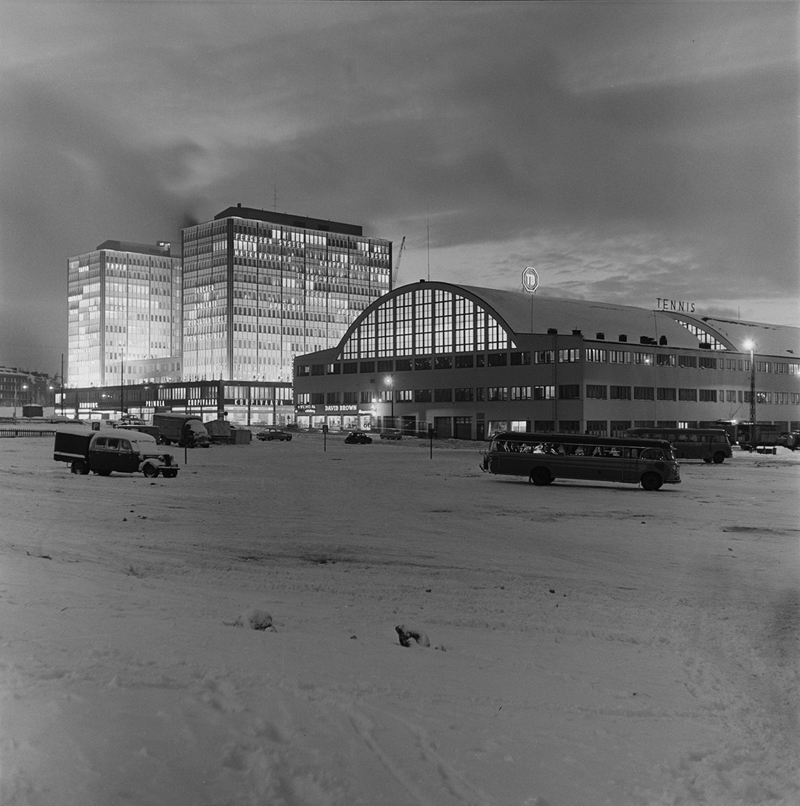
Le Palais du tennis et l'Autotalo en 1958.

Le  Palais du tennis occupe tout l'îlot urbain compris entre les rues Salomonkatu, Fredrikinkatu, Eteläinen rautatiekatu et Jaakonkatu.
Le palais du tennis héberge le musée d'art d'Helsinki et un ensemble de 14 salles de cinéma de la chaîne Finnkino inauguré le 26 février 1999.